# Wilfred E. Griggs
Wilfred Elizur Griggs (1866–1918) fue un arquitecto estadounidense de Waterbury, Connecticut .

## Biografía
Griggs nació en Waterbury el 2 de mayo de 1866, hijo de Henry C. y Mary Bassett (Foote) Griggs. Asistió a la Escuela Inglesa y Clásica de Waterbury hasta aproximadamente 1882, cuando fue a trabajar para la Waterbury Clock Company. En 1884 comenzó a asistir a clases en la Sheffield Scientific School, en New Haven, recibiendo su título en 1887.  Posteriormente fue a la Universidad de Columbia en Nueva York, donde estudió arquitectura, graduándose en 1889.  Durante los años siguientes trabajó para arquitectos de Nueva York, posiblemente entre ellos Charles D. Marvin, un arquitecto algo mayor que él.
En 1891 regresó a Waterbury, donde abrió una oficina. Unos meses más tarde, se asoció con Robert W. Hill, mucho mayor que él, con el objetivo declarado de hacerse cargo de la oficina de Hill cuando éste se jubilara. Esto ocurrió alrededor del año 1892. Durante un breve período, alrededor de 1895, volvió a asociarse con Hill, quien pronto regresó al retiro, esta vez de forma permanente.  Griggs ejerció su profesión solo hasta 1900, cuando se asoció con William E. Hunt, como Griggs & Hunt. Griggs & Hunt se convirtió en la firma de arquitectura líder de Waterbury y duró hasta que Hunt se mudó a Torrington a fines de 1914.   Después de eso, Griggs practicó en solitario hasta su muerte el 24 de junio de 1918. Fue enterrado en el cementerio Riverside en Waterbury. 
Aunque temporalmente estuvo a cargo de los herederos de Griggs, a principios de 1919 Fred A. Webster, el dibujante jefe de Griggs, se hizo cargo del negocio bajo su propio nombre.

## Obras Arquitectónicas
Wilfred E. Griggs, 1891-1900
- 1892 - Edificio de la YMCA, 136 W Main St, Waterbury, Connecticut [9]
  - Demolido
- 1894 - Edificio Odd Fellows, 36 N Main St, Waterbury, Connecticut [9]
- 1895 - Edificio de la Administración del Caucho de EE. UU., Maple St, Naugatuck, Connecticut [10] [11]
  - Demolido en 2014
- 1896 - Bloque Hopson, 180 Church St, Naugatuck, Connecticut [12]
- 1896 - Terry Block, 76 Main St, Ansonia, Connecticut [13]
  - Se han eliminado los dos pisos superiores.
- 1897 - Edificio del Banco Nacional Hurlbut, calle principal, Winsted, Connecticut [14]
  - Demolido
- 1898 - Escuela Webster, 90 Platt St, Waterbury, Connecticut.

Griggs & Hunt, 1900-1914
- 1900-Biblioteca Pública de Thomaston, 248 Main St., Thomaston, Connecticut[15]
- 1901-Casa David C. Griggs, 175 Pine St, Waterbury, Connecticut[16]
- 1902-Casa Albert L. Sessions, 25 Bellevue Ave., Bristol, Connecticut[17]
- 1903 - Construcción del Campamento, 140 Bank St, Waterbury, Connecticut[18][19]
- 1904 - Casa Frank B. Noble, 191 Woodruff Ave., Watertown, Connecticut
- 1904 - Edificio Whittemore, 213-219 Bank St, Waterbury, Connecticut
- 1905-Bristol Co. Edificio de oficinas, 40 Bristol St, Platts Mills, Connecticut[20]
- 1905-Club de Niños Waterbury, Cottage Pl, Waterbury, Connecticut[21]
  - Demolido
- 1906 - Edificio Conmemorativo Thomas Neary, Calle Iglesia 203, Naugatuck, Connecticut[22]
- 1907 - Escuela Baldwin ( Antigua), 68 North St, Watertown, Connecticut[23]
- 1908-Casa Marjorie Hayden, 70 Pine St, Waterbury, Connecticut[16]
- 1909-Juzgado del Condado de New Haven( Remodelación), 7 Kendrick Ave, Waterbury, Connecticut[24]
- 1909-Capilla Universalista, 12 Hewlett St, Waterbury, Connecticut[25]
- 1910-Edificio Hampson, 99 W Main St, Waterbury, Connecticut[26]
  - Demolido
- 1910-Apartamentos Hitchcock y Northrop, 164-182 W Main St, Waterbury, Connecticut[27]
- 1910-Edificio de Luz Eléctrica Torrington, 69 Water St, Torrington, Connecticut[28]
- 1911 - Edificio Lilley, 81 W Main St, Waterbury, Connecticut[18]
- 1912-Templo Masónico, 160 W Main St, Waterbury, Connecticut[29]
- 1912-Edificio Estándar, 14-20 N Main St, Waterbury, Connecticut[27]
  - Demolido
- 1913-Primera Casa Parroquial de la Iglesia Congregacional (Remodelación), 40 Deforest St, Watertown, Connecticut[30]
- 1914-Fábrica de Latón Pilling, 480 Watertown Ave, Waterbury, Connecticut[31]
  - Griggs continuaría construyendo adiciones aquí hasta su muerte.

Wilfred E. Griggs, 1891-1900
- 1916 - Casa de Paul D. Hamilton, 98 Woodlawn Ter, Waterbury, Connecticut [32]
- 1916 - Escuela Lincoln (Kingsbury), 220 Columbia Blvd, Waterbury, Connecticut [33]
- 1917 - Edificio Steele, 41 W Main St, Waterbury, Connecticut [34]
  - Demolido
- 1918 - Casa de Lewis L. Loomer, 60 Coniston Ave, Waterbury, Connecticut [35]
- 1918 - Casa de Joseph Telford, 538 Main St, Waterbury, Connecticut.